# Обервересбах
Обервересбах (њем. Oberwörresbach) општина је у њемачкој савезној држави Рајна-Палатинат. Једно је од 96 општинских средишта округа Биркенфелд. Према процјени из 2010. у општини је живјело 148 становника. Посједује регионалну шифру (AGS) 7134067.

## Географски и демографски подаци
Обервересбах се налази у савезној држави Рајна-Палатинат у округу Биркенфелд. Општина се налази на надморској висини од 346 метара. Површина општине износи 1,4 km². У самом мјесту је, према процјени из 2010. године, живјело 148 становника. Просјечна густина становништва износи 106 становника/km².